# Fotoevaporació

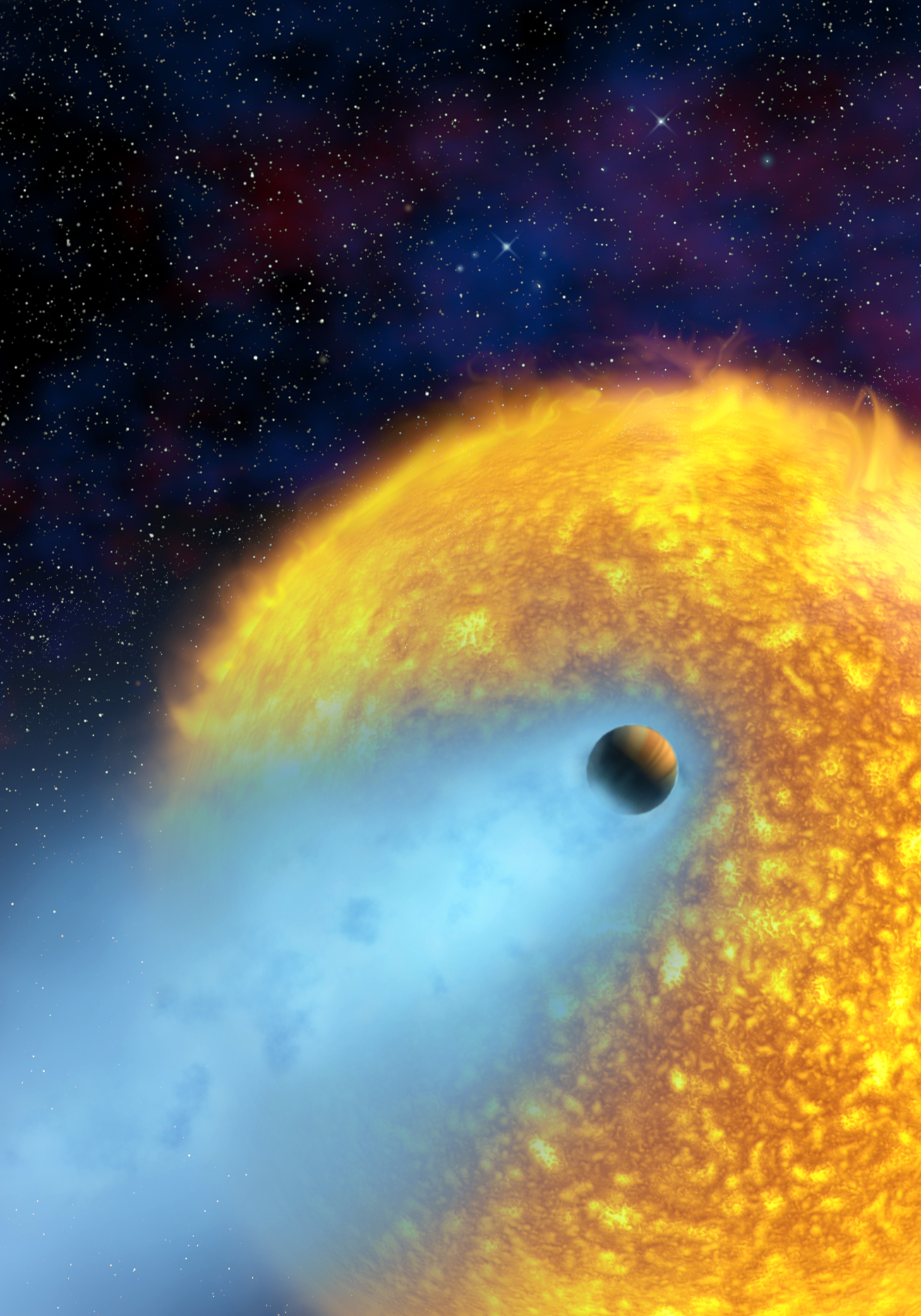
Dibuix artístic que mostra l'evaporació d'Osiris.

La fotoevaporació es refereix al procés pel qual s'arrenquen els àtoms o les molècules de gas d'un disc protoplanetari d'un estel, o de l'atmosfera d'un planeta, pels fotons d'alta energia i per la resta de radiació electromagnètica emesa per un estel.

## Atmosferes planetàries
L'atmosfera d'un planeta està constantment bombardejada per la radiació de l'estel al voltant del qual orbita. Si un fotó interactua amb una molècula de l'atmosfera, s'accelera i la seva temperatura augmenta. Si la partícula rep prou quantitat d'energia, pot arribar a la velocitat d'escapament del planeta i d'aquesta manera « evaporar-se » a l'espai. Com més feble és el nombre màssic del gas, més elevada serà la velocitat obtinguda per la interacció amb un fotó. És per això, que l'hidrogen és el gas més sensible a la fotoevaporació. Tanmateix, com més a prop es troba el planeta de la font de radiació, més interaccions es produiran; els planetes propers als seus estels tenen atmosferes més petites (planetes ctònics) que evolucionen cap a una dissolució completa, com el cas del Júpiter calent HD 209458 b a la constel·lació del Pegàs.

## Fotoevaporació dels discos protoplanetaris

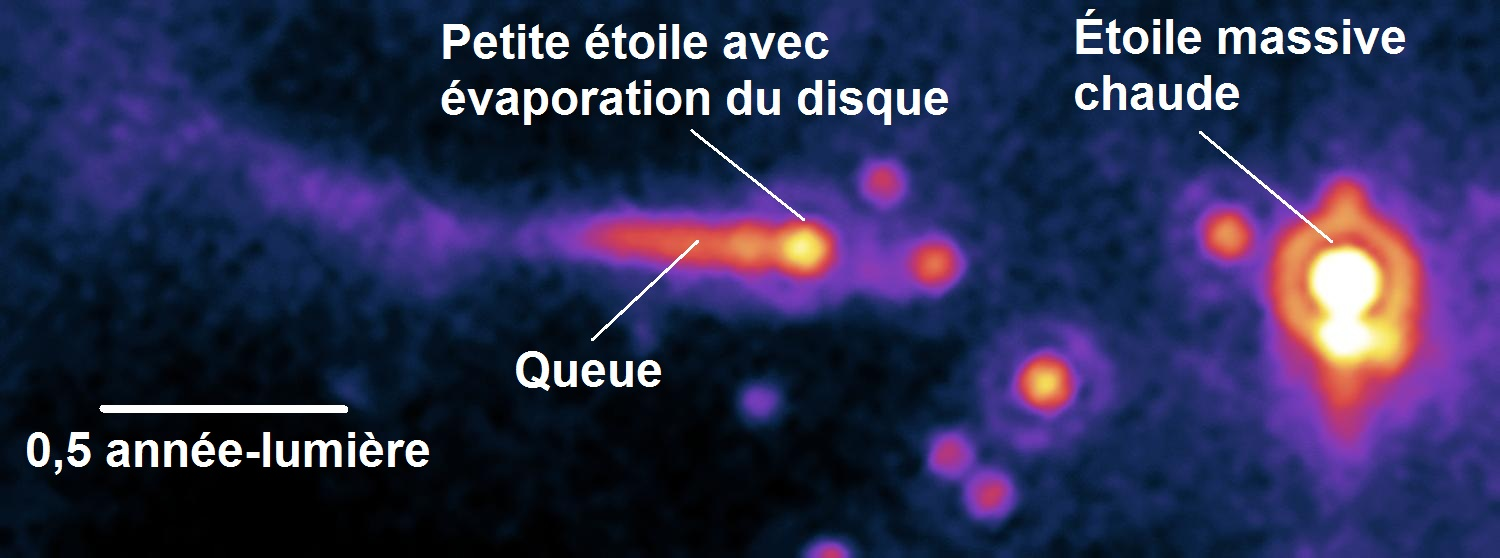
Fotoevaporació en un disc protoplanetari per la presència d'un estel de classe O.

Els discos protoplanetaris poden dispersar-se a conseqüència del vent solar i el reescalfament causat per la incidència de radiació electromàgnetica. La radiació interactura amb la matèria i l'accelera d'aquesta manera cap a l'exterior. Aquest efecte és perceptible només quan hi ha una forca de radiació suficient provinent d'estels O o de tipus B propers, o quan el protoestel central comença una fusió nuclear.
Un paràmetre important per determinar el grau d'evaporació d'un disc ve donat per la radiació gravitatòria (rg), determinada per l'equació:
{\displaystyle r_{g}={\frac {\left(\gamma -1\right)}{2\gamma }}\cdot {\frac {GM\mu }{k_{B}T}}\approx 1,4{\frac {\frac {M}{M_{\odot }}}{{\frac {T}{10^{4}}}\ {\rm {K}}}}\ {\rm {UA}},\!}
on {\displaystyle \gamma } és la ràtio de calor específica (= 5/3 per a un gas monoatòmic), {\displaystyle G} la Constant de la gravitació universal, {\displaystyle M} la massa de l'estel central, {\displaystyle M_{\odot }} la massa del sol,
{\displaystyle \mu } el pes mitjà del gas, {\displaystyle k_{B}} la constant de Boltzmann,
{\displaystyle T} és la temperatura del gas i UA la Unitat astronòmica.
A part de la radiació gravitatòria, les partícules es tornen prou excitades per sobrepassar la gravetat del dis i s'evaporen. Després d'un període de 10⁶ – 107 anys, la taxa de creixement esdevé inferior a la taxa d'evaporització a una distància igual a rg. En aquest punt de rg s'obra una bretxa: les diferència dins la part interior del disc o llisca cap a l'estel o es transmet a rg i s'evapora, en aquest cas, es crea un vuit que s'estén fins a l'estel a rg. Com a conseqüència de la formació d'aquest buit, les altres parts del disc extern es dissipen.
A causa d'aquest efecte, es pensa que la presència d'estels massius en una regió de formació d'estels té efectes importants en les formacions planetàries dels discos d'objectes estel·lars joves, encara que no és clar si aquest procés accelera o desaccelera el procés.

## Regions de formació estel·lar
En nombroses regions galàctiques, com la nebulosa de l'Àliga, la nebulosa d'Orió i la nebulosa de la Quilla, estan actius intensos fenòmens de formació estel·lar. Al seu interior es troben nombrosos estels joves que presenten diferents masses i dimensions; els estels més massius i calents emeten grans quantitat de radiació, en particular radiació ultraviolada. El UV exerceixen una important pressió de radiació en els embrions estel·lars del veïnatge, escombrant els materials que envoltant-los contribueixen al seu acreiximent. D'aquesta manera els estels més massius, que són els primers en formar-se al núvol molecular regulen el rang de masses dels altres estels compromint el gas circumdant.